# Lyxfällan
Lyxfällan är ett svenskt, i TV3 samt tidigare på Viafree och numera PlutoTV, årligen sedan hösten 2006 återkommande reality- och livsstilsprogram. 
Programmet går ut på att två experter inom ekonomi hjälper samt coachar antingen en ensam deltagare eller en familj som har hamnat i ekonomisk knipa oftast med stora lån och avbetalningsskulder eller liknande att få ordning på sin ekonomiska situation därav programmets namn som syftar till att deltagarna lever ett liv i lyx och överflöd över sina ekonomiska tillgångar. 

## Programmets uppbyggnad m. m.
De som programmet handlar om har vanligen ingen överblick över omfattningen av sina skulder, sina lån och sin ekonomiska situation och dess accelererande försämring och överraskas när höga siffror  - ofta ackumulerade småskulder på flera hundra tusen kronor - räknas fram och visas för dem och tittarna. Programmet visar deras reaktioner och känslor. Programmet inleds med att familjen beskriver sin situation och sedan skriver på ett Lyxfällan-kontrakt som de måste följa för att få hjälp. Kontraktet innebär bland annat att programledarna har rätt att fatta vissa beslut utan familjens medtycke. Programledarna hjälper med skuldsanering och presenterar en månadsbudget till familjen, som denne skall följa för att kunna betala av mer av de befintliga skulderna och i de flesta fall gå plus. Därefter får familjen klara sig själva ett tag. Deltagarna får även prata med psykologen och kickass-coachen Philip Diab för att reda ut vad som driver deras beteende och få hjälp att ändra det. Sedan ringer programledarna upp familjen och kollar av läget med familjen, varefter kontraktet rivs. Två gånger i programserien har det hänt att kontraktet rivits i förtid av programledarna, på grund av bristande samarbete från deltagarna.
Den första programsäsongen spelades in sommaren 2006 och sändes under hösten samma år. Därefter har programmet producerats varje vår och höst av Meter Television. Åren 2007 och 2008 vann programmet Kristallen i kategorin Årets livsstilsprogram.
Såväl TV3 Danmark som TV3 Norge sänder egna versioner av programmet, med namnen Luksusfælden och Luksusfellen.
I november och december 2013 gjordes fyra uppföljningsprogram, där de dåvarande coacherna Patrick Grimlund och Magnus Hedberg gjorde återbesök hos tidigare deltagare i programmen. Deltagarna som var med hade funnits med under flera tidigare säsonger, således även säsonger före Grimlunds och Hedbergs programledartid. Denna programserie gick under namnet Lyxfällan - Hur gick det sen?.

## Om programmet
Lyxfällan är baserad på den ursprungliga formattiteln Luxury Trap, skapad av Derek Banner och Banner Universal Motion Pictures. I programmets inledning presenteras tittarna för den person eller familj som programmet handlar om. Under presentationen får man reda på hur personen/familjens ekonomiska situation ser ut och hur de spenderar sina pengar i vardagen. Därefter träder coacherna in. De  är privatekonomiska rådgivare, som får träffa personen/familjen och lära känna dem närmare. Därefter resonerar coacherna om hur man ska göra och presenterar detta. Oftast brukar programmen sedan fortsätta med att en första månadsbudget görs upp, vilken visar hur personen/familjen lägger ut pengar i olika kategorier. Denna brukar i stort sett alltid visa att de förbrukar mer än vad man har i inkomst varje månad, och att de därigenom satt sig i ekonomisk knipa, det är fråga om konkursmässighet. I slutet av programmet görs vanligen en uppföljning av månadsbudgeten som då visar coachernas förslag på hur personen/familjen ska spendera pengarna. Detta är själva programidén.
För att coacherna ska kunna göra en verklig insats för förändring krävs att personerna tillfälligt skriver över det ekonomiska ansvaret på coacherna. I tidiga programsäsonger krävdes en fullmakt medan det i senare säsonger krävs ett kontrakt. I kontraktet skriver personerna under på vissa bestämda punkter om åtgärder som coacherna vill ska genomföras. När detta är gjort börjar coacherna sitt arbete att med att rensa upp i deras ekonomi och försök att förändra den. Det är fråga om att planera hur man ska bli av med skulder (och återbetala dem) och att då avyttra egendom som bilar, hus och värdesaker, som säljs till olika företag, men också onödigt husgeråd och liknande, som säljs på loppmarknader. Många gånger är det också fråga om att personen skall få ett arbete och löneinkomster, sänka sina höga matutgifter och upphöra med all lyxkonsumtion. Uppgiften är att sänka utgifterna, få in kontanter för att återbetala skulder och coacherna kan därvid förhandla med inkassobolag.
När coacherna anser att personerna har gjort påtagliga förbättringar med att komma ur sin ekonomiska kris lämnar de personen/familjen under en kortare eller längre tid. Under denna tid får de klara sig på egen hand och leva efter de tips, anvisningar och råd som man fått av coacherna. När coacherna sedan återvänder undersöker de om personerna verkligen på ett bestående sätt har insett sin belägenhet, genomfört en radikal förändring och förbättrat sin ekonomiska status. Om de har lyckats med detta brukar de få en present. Fram till sista mötet har det i flera avsnitt hänt att deltagarna inte fått fullmakten/kontraktet rivet och annullerat eftersom coacherna ansett att det varit alltför riskabelt att ge dem ansvaret för sin ekonomi. Vid sista besöket återfår dock personen/familjen alltid det ekonomiska ansvaret. Oftast visar programmet en positiv bild som avslutning.

## Säsongsinformation[2]
| Säsong                             | Avsnitt | Sändningsdatum                     | Sändningsdag och tid | Programledare/coacher                                                |
| ---------------------------------- | ------- | ---------------------------------- | -------------------- | -------------------------------------------------------------------- |
| Säsong 1 (hösten 2006)             | 6       | 2 november—7 december 2006         | Torsdagar            | Charlie Söderberg och Mathias Andersson                              |
| Säsong 2 (våren 2007)              | 8       | 29 mars—25 maj 2007                | Torsdagar            | Charlie Söderberg och Mathias Andersson                              |
| Säsong 3 (hösten 2007)             | 8       | 8 november—13 december 2007        | Torsdagar            | Charlie Söderberg och Mathias Andersson                              |
| Säsong 4 (våren 2008)              | 8       | 11 april—30 maj 2008               | Fredagar             | Charlie Söderberg och Mathias Andersson                              |
| Säsong 5 (hösten 2008)             | 6       | 18 september—24 oktober 2008       | Fredagar             | Elisabeth Fogelström och Lasse Hellström                             |
| Säsong 6 (våren 2009)              | 10      | 29 januari—2 april 2009            | Torsdagar            | Elisabeth Fogelström och Lasse Hellström                             |
| Säsong 7 (hösten 2009)             | 10      | 3 september—12 november 2009       | Torsdagar            | Charlie Söderberg och Mathias Andersson                              |
| Säsong 8 (våren 2010)              | 10      | 11 mars—13 maj 2010                | Torsdagar            | Charlie Söderberg och Mathias Andersson                              |
| Säsong 9 (hösten 2010)             | 10      | 7 oktober—16 december 2010         | Torsdagar            | Magnus Hedberg och Patrick Grimlund                                  |
| Säsong 10 (våren 2011)             | 12      | 24 februari—12 maj 2011            | Torsdagar            | Magnus Hedberg och Patrick Grimlund                                  |
| Säsong 11 (hösten 2011)            | 12      | 8 september—24 november 2011       | Torsdagar            | Magnus Hedberg och Patrick Grimlund                                  |
| Säsong 12 (våren 2012)             | 12      | 2 februari—19 april 2012           | Torsdagar            | Magnus Hedberg och Patrick Grimlund                                  |
| Säsong 13 (hösten 2012)            | 12      | 16 augusti—1 november 2012         | Torsdagar            | Magnus Hedberg och Patrick Grimlund                                  |
| Säsong 14 (våren 2013)             | 12      | 10 januari—28 mars 2013            | Torsdagar            | Magnus Hedberg och Patrick Grimlund                                  |
| Säsong 15 (hösten 2013)            | 12      | 29 augusti—14 november 2013        | Torsdagar            | Magnus Hedberg och Patrick Grimlund                                  |
| Säsong 16 (våren 2014)             | 12      | 27 februari—15 maj 2014            | Torsdagar            | Magnus Hedberg och Patrick Grimlund                                  |
| Säsong 17 (hösten 2014)            | 12      | 28 augusti-13 november 2014        | Torsdagar            | Magnus Hedberg och Patrick Grimlund                                  |
| Säsong 18 (våren 2015)             | 12      | 5 mars—21 maj 2015                 | Torsdagar            | Magnus Hedberg och Patrick Grimlund                                  |
| Säsong 19 (hösten 2015)            | 9       | 10 september—5 november 2015       | Torsdagar            | Magnus Hedberg och Patrick Grimlund                                  |
| Säsong 20 (våren 2016)             | 17      | 28 januari-26 maj 2016             | Torsdagar            | Magnus Hedberg och Patrick Grimlund                                  |
| Säsong 21 (hösten 2016)            | 8       | 25 augusti—27 oktober 2016         | Torsdagar            | Magnus Hedberg och Patrick Grimlund                                  |
| Säsong 22 (våren 2017)             | 12      | 9 mars—25 maj 2017                 | Torsdagar            | Magnus Hedberg och Patrick Grimlund                                  |
| Säsong 23 (hösten 2017)            | 14      | 31 augusti—7 december 2017         | Torsdagar            | Magnus Hedberg och Patrick Grimlund                                  |
| Säsong 24 (våren 2018)             | 16      | 1 februari—14 juni 2018            | Torsdagar            | Magnus Hedberg, Frida Boisen, Patrik Wincent och Magdalena Kowalczyk |
| Säsong 25 (hösten 2018)            | 13      | 28 augusti—27 november 2018        | Tisdagar             | Magnus Hedberg, Frida Boisen, Patrik Wincent och Magdalena Kowalczyk |
| Säsong 26 (våren 2019)             | 16      | 22 januai—7 maj 2019               | Tisdagar             | Magnus Hedberg, Frida Boisen, Patrik Wincent och Magdalena Kowalczyk |
| Säsong 27 (våren 2020)             | 10      | 28 januari—31 mars 2020            | Tisdagar             | Magnus Hedberg och Magdalena Kowalczyk                               |
| Säsong 28 (hösten 2020/våren 2021) | 10      | 22 september 2020—23 februari 2021 | Tisdagar             | Magnus Hedberg och Magdalena Kowalczyk                               |
| Säsong 29 (?)                      | ?       | ?                                  | Tisdagar             | Magnus Hedberg och Magdalena Kowalczyk                               |
| Säsong 30 (?)                      | ?       | ?                                  | Tisdagar             | Magnus Hedberg och Magdalena Kowalczyk                               |
| Säsong 31 (?)                      | ?       | ?                                  | Tisdagar             | Magnus Hedberg och Magdalena Kowalczyk                               |

## Programledare/coacher
I Lyxfällan går coacherna under parollen programledare. Följande personer har innehaft denna roll:
- Säsong 1–4: Charlie Söderberg och Mathias Andersson
- Säsong 5–6: Elisabeth Fogelström och Lasse Hellström
- Säsong 7–8: Charlie Söderberg och Mathias Andersson
- Säsong 9–23: Magnus Hedberg och Patrick Grimlund
- Säsong 24–26: Magnus Hedberg, Frida Boisen, Patrik Wincent och Magdalena Kowalczyk[1]
- Säsong 27–29: Magnus Hedberg och Magdalena Kowalczyk[4]